# Манипури (танец)

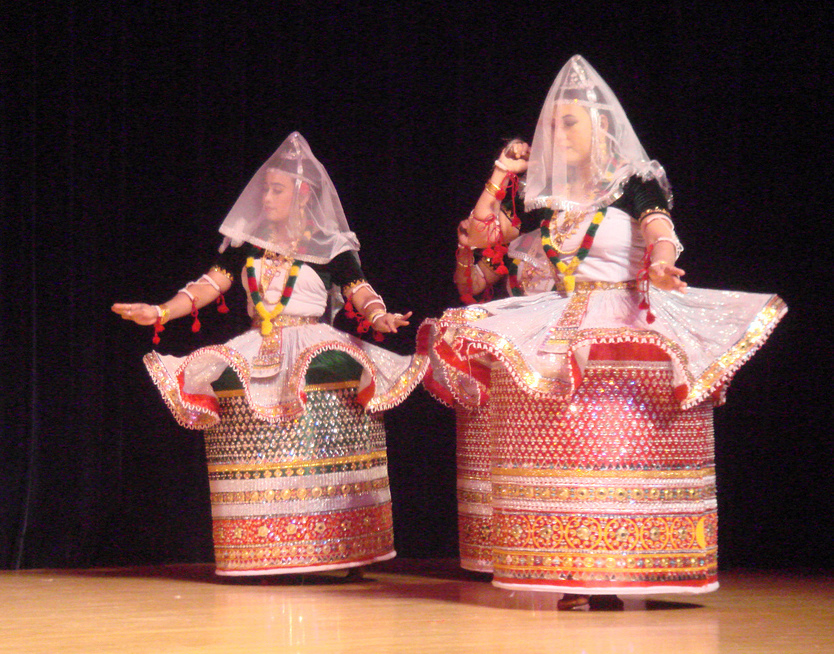
Танец манипури

Манипу́ри — один из стилей классического индийского танца, изящный и жизнерадостный, возникший в княжестве Манипур в начале XV века. Стиль манипури изучают как в школах танцевального искусства, так и в общеобразовательных учебных заведениях в некоторых штатах Индии. Манипури — танец в честь Кришны и его возлюбленной Радхи. Его основным мотивом является раса-лила — танец Кришны со своими возлюбленными пасту́шками гопи. Традиционно манипури исполняют в полнолуние в марте и декабре. Манипури отличается естественностью и живостью, свойственным народным индийским танцам.